# Adrian Willaert
Adrian Willaert (kb. 1480–1562) Itáliában alkotó francia-flamand zeneszerző. Az ő nevéhez fűződik a velencei zeneszerzők iskolájának alapítása.

## Életpályája
Adrian Willaert valószínűleg Bruggeban született, korai éveiről nem sok adat maradt fenn. Párizsban jogot tanult, de hamarosan tanulmányait átváltotta zenére; Jean Mouton, Josquin des Prez tanítványa lett. 
Zenei tanulmányainak befejezése után Willaert rövid ideig Rómában élt, majd 1522–1525 között Estei Hippolit (Alfonso d'Este) herceg szolgálatában állt Ferrara-ban, akivel Magyarországon is járt.
A következő 1525–1527 közötti három évben a herceg testvére, II. Estei Ippolit (II. Ippolito d'Este) milánói érsek alkalmazottja volt. Végül, 1527-ben Willaertet Velence Szent Márk kórusvezetőjévé nevezték ki, és ezt a fontos posztot őrizte meg a következő 35 évben, mialatt számos kiváló zeneszerzőt képzett, akik a velencei iskolát alkották.

## Munkássága
Willaert művei korának minden főbb formáját magukba foglalták, köztük például: miséket, motettákat, madrigálokat, villanescákat és énekeket is. A világi műfajok közül első helyen a madrigálok álltak.

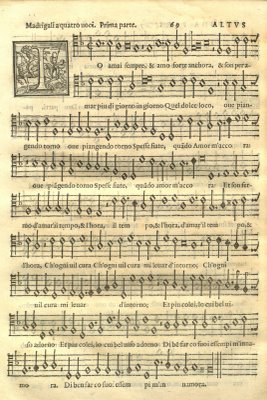
Adrian Willaert: Musica nova (1568)

## Zenei stílusa és befolyása
Willaert a reneszánsz egyik legsokoldalúbb zeneszerzője volt, szinte minden létező stílusban és formában írt zenét. 
Gioseffo Zarlino szerint Willaert találta fel az antifonális stílust, amelyből a velencei iskola stílusa kialakult. 
Kortársaival Willaert többek között kifejlesztette a canzone-t (a többszólamú világi dal formáját) és a ricercare-t, amelyek a modern hangszeres formák előfutárai voltak. Willaert emellett 22 négyrészes madrigált is készített hang- és lanthangra, amelyeket Verdelot írt. Willaert, aki szereti a régebbi kompozíciós technikákat, például a kánont, gyakran a dallamot helyezte kompozícióinak fókuszába, cantus firmusként kezelve. Willaert De Rore segítségével szabványosította az öthangú beállítást a madrigal kompozícióban. 
Willaert nem kevésbé volt kitűnő tanárként, mint zeneszerzőként. Tanítványai között volt Cipriano de Rore, Costanzo Porta; Ferrarese Francesco Viola; Gioseffo Zarlino; és Andrea Gabrieli is. E zeneszerzők, Lassust kivéve, képezték a velencei iskola magját, amely meghatározóan befolyásolta a barokk korszak kezdetét jelző stílusváltozást. A velencei Willaert tanulói közül az egyik legszembetűnőbb északi társa, Cipriano de Rore volt. A velencei iskola a 16. század hátralévő részében és a 17. században virágzott, Gabrielis és mások vezetésével. 
Willaert nagy számú kompozíciót hagyott hátra, köztük több mint 50 himnuszt és zsoltárt, több mint 150 motót, körülbelül 60 francia éneket, több mint 70 olasz madrigált és 17 hangszeres (ricercares) darabot is.